# バンド・ノワール
美術史において「バンド・ノワール」(Bande noire)は1890年代にパリの展覧会で成功した、シャルル・コッテ(1863-1925)やエミール・ルネ・メナール(1862-1930)らの「ポスト印象派」の画家のグループを称する言葉である。ギュスターヴ・クールベ(1819-1877)らの「写実主義」のスタイルを継承している画家たちである。主にブルターニュで活動した画家たちで、暗い色調で写実的なスタイルで描くのが典型的なスタイルである。対照的なスタイル(色調)の画家グループ「ナビ派」(ナビの原義はヘブライ語で預言者)に対して、「 les Nubiens」とも呼ばれる。

## バンド・ノワールとされる画家
以下のような画家が「バンド・ノワール」の画家とされる。
- シャルル・コッテ（1863-1925）- フランス、ブルターニュの人々を描いた。
- エミール＝ルネ・メナール (1862-1930)
- アンドレ・ドーシェ (1870-1948)　-  ブルターニュの風景を描いた。リュシアン・シモンの義兄である。
- ルネ＝グザヴィエ・プリネ (1861-1946)
- リュシアン・シモン (1861-1945) - ブルターニュのドーシェの別荘でも制作した。

以下の画家もそのスタイルからバンド・ノワールの画家とされることもある。
- エドモン＝フランソワ・アマン＝ジャン (1858-1936)
- ジャン＝ルイ・ブサンゴー (1883-1943)
- アンドレ＝デュノワイエ・ド・スゴンザック (1884-1974)
- ジョルジュ・デヴァリエール (1861-1950)
- ロベール・ロテュロン (1886-1966)
- リュック＝アルベール・モロー (1882-1948)

## 作品
- 「悲しみ」(1908/1909)
シャルル・コッテ
- 「ナーイアス」(1896)
エミール＝ルネ・メナール
- 「ロクマリアの風景」
アンドレ・ドーシェ
- 「クロイツェル ソナタ」
ルネ＝グザヴィエ・プリネ
- 「海藻取り」 (1924)
リュシアン・シモン
- エドモン＝フランソワ・アマン＝ジャン